# 나비뼈혀돌기
나비뼈혀돌기(sphenoidal lingula), 또는 접형골소설은 나비뼈의 목동맥고랑의 가쪽 가장자리 뒤쪽 부분을 따라, 나비뼈몸통과 나비뼈 큰날개 사이에 나 있는 융기부이다.

## 참고 문헌
이 문서는 현재 퍼블릭 도메인에 속하는 그레이 해부학 제20판(1918) page 148의 내용을 기초로 작성된 글이 포함되어 있습니다.